# Xanthopimpla pusilla
Xanthopimpla pusilla är en stekelart som beskrevs av Krieger 1915. Xanthopimpla pusilla ingår i släktet Xanthopimpla och familjen brokparasitsteklar. Inga underarter finns listade i Catalogue of Life.